# Diócesis de Opole
La diócesis de Opole (en latín: Dioecesis Opoliensis y en polaco: Diecezja opolska) es una circunscripción eclesiástica de la Iglesia católica en Polonia. Se trata de una diócesis latina, sufragánea de la arquidiócesis de Katowice. Desde el 14 de agosto de 2009 su obispo es Andrzej Czaja.

## Territorio y organización
La diócesis tiene 8033 km² y extiende su jurisdicción sobre los fieles católicos de rito latino residentes en el voivodato de Opole, con excepción de los distritos de Brzeg y de Namysłów.
La sede de la diócesis se encuentra en la ciudad de Opole, en donde se halla la Catedral de la Exaltación de la Santa Cruz.
En 2023 en la diócesis existían 399 parroquias agrupadas en 36 decanatos.

## Historia
Después de la Segunda Guerra Mundial, toda la Alta Silesia pasó a formar parte de Polonia; una administración apostólica fue erigida el 15 de marzo de 1945 en este territorio, que todavía era formalmente parte de las arquidiócesis de Breslavia y de Olomouc.
La diócesis fue erigida el 28 de junio de 1972 mediante la bula Episcoporum Poloniae del papa Pablo VI, obteniendo el territorio de las arquidiócesis de Breslavia y de Olomouc.
El 25 de marzo de 1992, como parte de la reorganización de las diócesis polacas querida por el papa Juan Pablo II mediante la bula Totus Tuus Poloniae populus, cedió partes de su territorio en beneficio de la erección de las diócesis de Gliwice y Kalisz. Al mismo tiempo, la diócesis, que originalmente era sufragánea de Breslavia, pasó a formar parte de la provincia eclesiástica de la arquidiócesis de Katowice.

## Estadísticas
Según el Anuario Pontificio 2024 la diócesis tenía a fines de 2023 un total de 786 730 fieles bautizados.
| Año                                                                             | Población            | Población | Población      | Sacerdotes | Sacerdotes    | Sacerdotes    | Bautizados por sacerdote | Diáconos permanentes | Religiosos | Religiosos | Parroquias |
| Año                                                                             | Bautizados católicos | Total     | % de católicos | Total      | Clero secular | Clero regular | Bautizados por sacerdote | Diáconos permanentes | Varones    | Mujeres    | Parroquias |
| ------------------------------------------------------------------------------- | -------------------- | --------- | -------------- | ---------- | ------------- | ------------- | ------------------------ | -------------------- | ---------- | ---------- | ---------- |
| 1980                                                                            | 1 600 000            | 1 660 000 | 96.4           | 956        | 711           | 245           | 1673                     |                      | 277        | 1427       | 445        |
| 1990                                                                            | 1 820 000            | 1 920 000 | 94.8           | 1012       | 777           | 235           | 1798                     |                      | 374        | 1310       | 490        |
| 1999                                                                            | 870 350              | 910 000   | 95.6           | 746        | 619           | 127           | 1166                     |                      | 171        | 913        | 392        |
| 2000                                                                            | 870 400              | 910 000   | 95.6           | 734        | 618           | 116           | 1185                     |                      | 157        | 898        | 395        |
| 2001                                                                            | 870 400              | 910 000   | 95.6           | 766        | 637           | 129           | 1136                     |                      | 171        | 896        | 396        |
| 2002                                                                            | 870 400              | 910 000   | 95.6           | 773        | 649           | 124           | 1126                     |                      | 168        | 882        | 396        |
| 2003                                                                            | 870 300              | 909 500   | 95.7           | 780        | 658           | 122           | 1115                     |                      | 172        | 874        | 396        |
| 2004                                                                            | 860 000              | 900 000   | 95.6           | 788        | 666           | 122           | 1091                     |                      | 173        | 870        | 396        |
| 2013                                                                            | 847 000              | 887 000   | 95.5           | 820        | 673           | 147           | 1032                     |                      | 190        | 681        | 398        |
| 2016                                                                            | 794 000              | 820 000   | 96.8           | 800        | 653           | 147           | 992                      | 5                    | 190        | 638        | 399        |
| 2019                                                                            | 795 571              | 821 100   | 96.9           | 805        | 652           | 153           | 988                      | 7                    | 180        | 644        | 399        |
| 2021                                                                            | 783 056              | 850 693   | 92.0           | 792        | 653           | 139           | 988                      | 8                    | 175        | 580        | 400        |
| 2023                                                                            | 786 730              | 854 680   | 92.0           | 782        | 642           | 140           | 1006                     | 11                   | 173        | 578        | 399        |
| Fuente: Catholic-Hierarchy, que a su vez toma los datos del Anuario Pontificio. |                      |           |                |            |               |               |                          |                      |            |            |            |

## Episcopologio
- Franciszek Jop † (28 de junio de 1972-24 de septiembre de 1976 falleció)
- Alfons Nossol (25 de junio de 1977-14 de agosto de 2009 retirado)
- Andrzej Czaja, desde el 14 de agosto de 2009